# Daoguang
Daoguang (道光T, DàoguāngP; Pechino, 16 settembre 1782 – Pechino, 25 febbraio 1850) fu imperatore della Cina, appartenente alla dinastia Qing.

## Biografia

### I primi anni
Nacque nella Città Proibita a Pechino, con il nome di Mianning (綿寧), poi cambiato in Manning (旻寧), quando divenne imperatore. Il nome a sua volta era stato derivato da un parente di nome Mian (綿) ed era stato cambiato in un primo tempo in Min (旻) per evitare fraintendimenti d'identità tra i due. La possibilità di cambiare il proprio nome era stata introdotta da suo nonno.
Figlio secondogenito di Yongyan (永琰), imperatore dal 1796 con il nome di Jiaqing. Sua madre era appartenente al clan manchu degli Hitara e divenne imperatrice quando Jiaqing ascese al trono nel 1796. Divenne quindi nota col nome di imperatrice Xiaoshu Rui (孝淑睿皇后).
Mianning era molto legato al nonno, l'Imperatore Qianlong e sovente lo accompagnava a caccia. Fu durante una di queste battute che a nove anni Daoguang catturò il proprio primo cervo, con grande compiacimento del vecchio imperatore. Nel 1813, mentre era ancora principe ereditario, Mianning giocò anche un ruolo primario nello sconfiggere e nel giustiziare gli invasori della Città Proibita, il che gli assicurò importanti meriti per l'ascesa al trono.

### Il regno da imperatore e il commercio dell'oppio
Nel settembre 1820, all'età di 38 anni, Mianning ereditò il trono da suo padre Jiaqing deceduto in misteriose circostanze. Assunse ufficialmente il nome di Daoguang, anche se l'impero che ereditò era profondamente in declino, soprattutto a causa dell'imperialismo occidentale. Durante il suo regno, la Cina incontrò i maggiori problemi con l'oppio, importato in Cina da mercanti inglesi. L'oppio aveva iniziato a circolare in Cina già durante il regno del bisnonno, l'Imperatore Yongzheng, ma era limitato a circa 200 casse l'anno. Dal tempo dell'Imperatore Qianlong questa portata era cresciuta a 1.000 casse, 4.000 casse nell'epoca di Jiaqing e più di 30.000 casse durante il regno di Daoguang.
Per frenare questa crescente importazione, Daoguang emanò tra il 1820 ed il 1830 molti decreti, attraverso il famoso Lin Zexu, con il compito di fermare l'importazione di questa merce, il che portò allo scoppio della Prima guerra dell'oppio. Malgrado questo, il fedele Zexu non si dimostrò adatto e venne bandito a Xinjiang. L'oppio, come risorsa, aveva facilmente consentito alle nazioni europee di infiltrarsi a fondo nel commercio cinese il che andava contro il conservatorismo imperante nell'Impero. Tecnologicamente e militarmente inferiore alle potenze europee e peggiorata a causa dell'incompetenza del governo della dinastia Qing, la Cina perse la guerra e venne costretta a cedere Hong Kong, nell'agosto del 1842, al Regno Unito con il Trattato di Nanchino. Daoguang divenne così il primo imperatore della dinastia Qing a perdere una parte dei propri territori.

### Gli ultimi anni

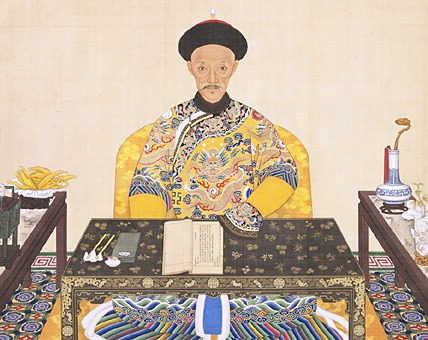
L'Imperatore Daoguang impegnato nella lettura

Daoguang morì il 25 febbraio 1850 nel Vecchio Palazzo Estivo (圓明園), a 8 chilometri a nord-ovest delle mura di Pechino. Al trono imperiale venne nominato Xiafeng, il maggiore dei figli maschi.
Venne sepolto nel mausoleo di Muling (慕陵 - "Tomba dell'ammirazione"), che è parte del complesso delle tompe Qing, a 120 chilometri a sud-ovest di Pechino.

## Consorti
- Imperatrice Xiao Mu Cheng (孝穆成皇后) (?–1808) del clan Niuhuru.
- Imperatrice Xiao Shen Cheng (孝慎成皇后) (?–1833) del clan Tunggiya.
- Imperatrice Xiao Quan Cheng (孝全成皇后) (1808–1840) del clan Niuhuru.
- Imperatrice Xiao Jing Cheng (孝静成皇后) (1812–1855) del clan Borjigit.
- Nobile Consorte Imperiale Zhuang Shun (庄顺皇贵妃) (?–1866) del clan Wuya, madre naturale del primo principe Chun.
- Nobile Consorte Tun (彤贵妃) (?–1877) del clan Shumulu.
- Consorte He (和妃) (?–1836) del clan Nala.
- Consorte Xiang (祥妃) (?–1861) del clan Niuhuru.
- Nobile Consorte Jia (佳贵妃) (?–1890) del clan Gogiya.
- Nobile Consorte Cheng (成贵妃) (?–1888) del clan Niuhuru.
- Consorte Chang (常妃) (?–1860) del clan Heseri.

### Figli

#### Maschi
1. Principe Yiwei (奕緯) (16 maggio 1808 – 23 maggio 1831), figlio di He Fei.
2. Principe Yikang (奕綱) (22 novembre 1826 – 5 marzo 1827), figlio dell'Imperatrice Xiaojing Cheng
3. Principe Yichi (奕繼) (2 dicembre 1829 – 22 gennaio 1830), figlio dell'Imperatrice Xiaojing Cheng
4. Principe Yichu (1831–1861), figlio dell'Imperatrice Xiao Quan Cheng, poi imperatore
5. Principe Yicong (23 luglio 1831 – 18 febbraio 1889), secondo principe Tun, figlio della Consorte Imperiale Xiang (祥妃).
6. Principe Yixin (11 gennaio 1833 – 29 maggio 1898), principe Gong. Figlio dell'Imperatrice Xiao Jing Cheng.
7. Principe Yixuan, (16 ottobre 1840 – 1º gennaio 1891) I principe Chun, padre di Zaitian, poi imperatore col nome di Guangxu.
8. Principe Yiho (奕詥) (21 febbraio 1844 – 17 dicembre 1868), figlio della Nobile Consorte Imperiale Zhuangshun.
9. Principe Yihui(奕譓) (1845–1877), figlio della Nobile Consorte Imperiale Zhuangshun.

#### Femmine
1. Principessa Duanmin (端悯固伦公主) (1813–1819), figlia dell'Imperatrice Xiaozhen Cheng.
2. Principessa (?) (1825), figlia di Xiang Fei.
3. Principessa Duanshun (端顺固伦公主) (1825–1835), figlia dell'Imperatrice Xiaoquan Cheng.
4. Principessa Shou-An (寿安固伦公主) (1826–1860), figlia dell'Imperatrice Xiaoquan Cheng.
5. Principessa Shou-Xian (寿臧和硕公主) (1829–1856), figlia di Xiang Fei.
6. Principessa Shou-Yen (寿恩固伦公主) (1830–1859), figlia dell'Imperatrice Xiaoquan Cheng.
7. Principessa (?) (1840–1844), figlia di Tun Kuai Fei.
8. Principessa Shou-Xi (寿禧和硕公主) (1841–1866), figlia di Tun Kuai Fei.
9. Principessa Shou-Zhuang (寿庄固伦公主) (1842–1884), figlia di Zhuangshun Huang Kuai Fei.
10. Principessa (?) (1844–1845), figlia di Tun Kuai Fei.